# There's Nothing Wrong with Love
There's Nothing Wrong with Love è il secondo album in studio del gruppo indie rock statunitense Built to Spill, pubblicato nel 1994.

## Tracce
1. In the Morning – 2:37
2. Reasons – 3:46
3. Big Dipper – 4:09
4. Car – 2:59
5. Fling – 2:33
6. Cleo – 4:35
7. The Source – 3:20
8. Twin Falls – 1:49
9. Some – 5:57
10. Distopian Dream Girl – 4:24
11. Israel's Song – 3:47
12. Stab – 5:29
13. Preview – 1:23

## Formazione
- Doug Martsch - chitarra, voce
- Brett Nelson - chitarra, basso
- Andy Capps - batteria